# Barwnica papuaska
Barwnica papuaska (Eclectus polychloros) – gatunek średniej wielkości ptaka z rodziny papug wschodnich (Psittaculidae). Zamieszkuje półwysep Jork (północno-wschodnia Australia), Nową Gwineę, Archipelag Bismarcka i Wyspy Salomona. Nie jest zagrożona wyginięciem.

## Morfologia
Ptaki te mierzą około 35 cm długości oraz ważą 450–600 g. Wyraźnie widoczny jest dymorfizm płciowy – samce są zielone z czerwoną plamą na ramieniu oraz niebieskim lotkami. Końcówka ogona jest żółtawa. Dziób pomarańczowo-żółty z czarną dolną żuchwą. Natomiast samice mają czerwoną głowę, grzbiet, skrzydła i ogon. Brzuch i kark są niebieskie. Dziób jest ciemnoszary. Młode osobniki przypominają dorosłe, ich dolna żuchwa jest bardziej brązowoszara z żółtą końcówką.

## Systematyka
Barwnica papuaska należy do rodzaju Eclectus. Pierwotnie ten gatunek stanowił podtakson barwnicy zwyczajnej (Eclectus roratus), która była jedynym żyjącym przedstawicielem tego rodzaju. Na podstawie badań z 2017 roku zaproponowano wyodrębnienie z E. roratus tego oraz dwóch innych gatunków (barwnicy tanimbarskiej i barwnicy sundajskiej). Następnie to ujęcie systematyczne zostało przyjęte przez Międzynarodową Unię Ochrony Przyrody (IUCN), Międzynarodowy Kongres Ornitologiczny (IOC) oraz autorów Kompletnej listy ptaków świata.
IOC wyróżnia trzy podgatunki: E. p. polychloros, E. p. solomonensis i E. p. macgillivrayi. Niektóre źródła uznają także E. p. biaki i E. p. aruensis.

## Zasięg występowania
Zasięg występowania według podgatunku:
- E. p. polychloros (Scopoli, 1786) – Nowa Gwinea i okoliczne wyspy;
- E. p. solomonensis Rothschild & Hartert, EJO, 1901 – Archipelag Bismarcka i Wyspy Salomona;
- E. p. macgillivrayi Mathews, 1913 – półwysep Jork.

## Pożywienie
Barwnice żywią się głównie owocami, nasionami, orzechami oraz pąkami liści i kwiatów. Najczęściej żerują na drzewach Parinari i pandanach.

## Lęgi
Sezon lęgowy tego gatunku trwa od kwietnia do września. Gniazdują w zagłębieniach drzew. Samica składa tam dwa jaja, które wysiaduje przez 28–30 dni. Przez pierwsze 11–12 tygodni młode są karmione głównie przez samicę. Po tym czasie młode się opierzają oraz są karmione głównie przez samce. Po opuszczeniu gniazda, przez pewien czas młode wciąż są zależne od rodziców.

## Status
Międzynarodowa Unia Ochrony Przyrody (IUCN) klasyfikuje barwnicę papuaską za gatunek najmniejszej troski (LC – Least Concern). Liczebność populacji szacowana jest na 990 000 – 1 100 000 dorosłych osobników, a jej trend uznawany jest za spadkowy. Gatunek jest ujęty w II załączniku konwencji waszyngtońskiej (CITES).